# المعرض السعودي الدولي للطيران
المعرض السعودي الدولي للطيران، (بالإنجليزية: Saudi Airshow)‏. هو أول معرض دولي للطيران والفضاء من نوعه في المملكة العربية السعودية. يعد أكبر معرض لعرض المنتجات والخدمات داخل منطقة الشرق الأوسط.
يجمع المعرض اللاعبين الرئيسيين في صناعة الطيران، مما يتيح للعملاء اكتشاف أحدث التطورات والابتكارات في هذا المجال. كما يعد المعرض السعودي الدولي الطيران حدث رئيسي لأي جهة تعمل في صناعة الطيران المتطورة والمتنامية!

## ركائز المعرض
يرتكز معرض الطيران السعودي على أربعة قطاعات أساسية من بين مجالات صناعة الطيران وهي:
- الطيران التجاري:
  - شركات إنتاج الطائرات التجارية
  - شركات الطيران
  - موردو التجهيزات والمناولة األرضية
- الطيران الخاص والطيران العام:
  - شـركات إنتاج الطائرات الخاصة.
  - أكاديميات الطيران والكليات الجوية
  - شركات إنتاج ومشغلي الطائرات العمودية وطائرات رجال الأعمال
- الدفاع وقطاع الفضاء:
  - شركات إنتاج ومشغلي الطائرات العمودية،
  - المقاتالت الجوية،
  - طائرات النقل العسكري
- البنى التحتية للمطارات والموردين:
  - موردو معدات خدمة المطارات
  - موردو خدمات المسافرين والمدرجات

## أجنحة المعرض
خلال المعرض الجوي الممتد لثلاثة أيام، تضم اجنة المعرض أكثر من 300 عارض والعديد من الطائرات وشاشات العرض الثابتة للعرض. سيجمع المعرض بين اللاعبين الرئيسيين في صناعة الطيران، وسيجذب المشاركين من جميع المجالات لتلبية العملاء الحاليين والجدد.

## المشاركين
يشارك في المعرض 750 جهة من جميع أنحاء العالم. و 15000 ممثلاً ًعن مؤسسات تجارية دولية.
كما يجذب المعرض الدولي السـعودي للطيران المشـاركين مـن رواد جميـع مجا الت صناعـة الطيـران لاللتقـاء بالعمـلاء القدامــى والجــدد. سيشمل المشاركون:
- كبار الشخصيات الفاعلة في القطاع
- شركات إنتاج وتصنيع الطائرات
- الوكالاء القليميين لبيع الطائرات التجارية
- الشركات المصنعة لطائرات العمال الخاصة والطائرات العامة
- شركات الخطوط الجوية
- مشغلي صا الت ومحطات السفر
- شركات المناولة األرضية
- خدمات الصيانة واإلصالح والعمرة
- شركات الطيران
- خدمات التأجير العارض
- شركات الوساطة
- شركات التمويل
- شركات التأمين
- الكترونيات الطيران
- شركات التدريب
- طواقم الدعم الفني
- مشرعي قطاع الطيران
- معدات المطارات ومورديها
- خبراء الدفاع وقطاع الفضاء

ويجذب المعرض جميع العملاء من الإمارات العربية المتحدة وكذلك عمان والكويت والبحرين ومصر والأردن ولبنان وسوريا والسودان وجنوب السودان والمغرب والجزائر دون نسيان أوروبا والهند واليابان والصين والجنوب افريقيا وروسيا وتركيا.
كما يشمل الحضور مندوبين من داخل المنطقة، بالإضافة إلى ضيوف دوليين بما في ذلك: مصنعو الطائرات ؛ وكلاء بيع الطائرات التجارية الإقليمية، الشركات المصنعة للطائرات العامة والطيران، الخطوط الجوية، مشغلي الخدمات الأرضية وخدمات MRO شركاتل لتأجير والتأجير والتمويل والتأمين والوساطة المالية، موردي معدات المطار، والكثير من الشركات ذات المجال.

## ملتقى خبراء الطيران وقطاع الفضاء
يطرح المنتجون والموردون من جميع أنحاء العالم من خلال المعـرض أحدث ابتكاراتهم، فتلتقي بهم الوفود الرسمية للتعـرف على أحدث ما توصل اليه العلم مــن الحلول على الصعيدين العسكري والمدني، ثم يناقش المسؤولون الحكوميون رفيعو المســتوى تلــك التقنيات التي تستشــرف الغد. وفي ضوء ذلك كله يتم اختيار المشاريع في إطار استراتيجي لترقيــة وتطوير قطاع الطيران داخل المملكة العربية السعودية لتعزيز برامج التنمية الاقتصادية والتجارية الناجحة. ثـم يقوم ممثلو المؤسسـات البحثيـة بخق آفـاق جديدة وفتح قنوات اتصال مـع اقطـاب الصناعـات الجديـدة للتوسع في ادخـال وتطبيـق تقنيات المسـتقبل.

## الرعاة والمنظمون

### المنظمون
نادي الطيران السعودي المستضيف والمنضم بالشراكة مع شركة 4M Event وشركة معارض الرياض المحدودة.

## الرعاة
أعلنت الخطوط السعودية عن رعايتها الرسمية للمعرض السعودي الدولي للطيران الذي سيعقد في الفترة من 12 إلى 14 مارس 2019 في مطار الثمامة في الرياض.
بالإضافة إلى عدة جهات محلية ودولية منها:
- وزارة النقل
- وزارة الدفاع
- الهيئة العام للسياحة والتراث الوطني
- الاتصالات السعودية
- سكاي برايم للخدمات الجوية
- شركة خدمات الملاحة الجوية السعودية
- كليات التميز
- أمرك (المركز العسكري المتقدم للصيانة والإصلاح والعمرة)
- بي إيه إي سيستمز السعودية للتطوير والتدريب
- الشمس العالمية للطاقة
- شركة رايثيون
- شركة السعودية للخدمات الأرضية
- الشركة السعودية لتهيئة وصيانة الطائرات
- شعبة هندسة الطيران
- مطارات الرياض

## وصلات خارجية
- المعرض السعودي الدولي للطيران| الموقع الرسمي
- حساب تويتر للمعرض السعودي الدولي الطيران